# Evil Decade of Hate
Evil Decade of Hate – pierwsza kompilacja nagrań polskiej grupy muzycznej Hate. Wydawnictwo ukazało się 20 marca 2000 roku nakładem wytwórni muzycznej Apocalypse Productions należącej do ówczesnego perkusisty Hate Piotra "Mittloff" Kozieradzkiego. Na płycie znalazł się przekrojowy materiał pochodzący z wszystkich poprzednich wydawnictw zespołu.

## Lista utworów
Opracowano na podstawie materiału źródłowego.
| Nr  | Tytuł utworu                   | Długość |
| --- | ------------------------------ | ------- |
| 1.  | „Share Your Blood with Daemon” | 03:04   |
| 2.  | „World Has to Die”             | 03:29   |
| 3.  | „Dead & Mystified”             | 03:36   |
| 4.  | „Intransgence of Evil”         | 04:00   |
| 5.  | „Enter the Hell”               | 00:47   |
| 6.  | „Convocation”                  | 02:55   |
| 7.  | „Lord Is Avenger”              | 02:41   |
| 8.  | „Paradise as Lost”             | 03:38   |
| 9.  | „Pagan Triumph”                | 01:37   |
| 10. | „Vexation of My Spirit”        | 02:43   |
| 11. | „Satan's Horde”                | 03:58   |
| 12. | „Demigod (live)”               | 02:38   |
| 13. | „Holy Dead Trinity (live)”     | 03:50   |
| 14. | „In Satan We Trust”            | 02:59   |
| 15. | „Almost You Are Dead”          | 02:21   |
| 16. | „An Eye for an Eye”            | 02:35   |
| 17. | „Sweet Death”                  | 03:07   |
| 18. | „Curse of Dreams”              | 03:01   |
| 19. | „Abhorrence”                   | 04:02   |
| 20. | „Psalm of Suffer”              | 04:15   |
| 21. | „The Prayer”                   | 04:40   |
|     |                                | 1:05:56 |